# Rhachitheciopsis
Rhachitheciopsis là một chi rêu trong họ Rhachitheciaceae.